# Chol HaMoed
Als Chol HaMoed (hebräisch חול המועד) bezeichnet man die „Zwischen“-Feiertage von Pessach und Sukkot in der jüdischen Religion. Diese Tage vermischen die Merkmale eines חול „chol“ (Wochentags) und eines מועד „moed“ (Festtages). Am Pessachfest besteht Chol HaMoed aus dem zweiten bis sechsten Feiertag (dritter bis sechster in der Diaspora). An Sukkot besteht Chol HaMoed aus dem zweiten bis siebten Tag (dritter bis siebter in der Diaspora). Obwohl Hoschana Rabba, der siebte Tag von Sukkot, einen eigenen Namen hat, ist er ebenfalls ein Teil von Chol HaMoed. Gebetsgottesdienste kombinieren an diesem Tag einige übliche Praktiken von Chol HaMoed mit Praktiken von einem יום טוב Jom Tov (Feiertag, wörtlich: „guter Tag“) und den Hohen Feiertagen (Rosch ha-Schana und Jom Kippur). Am Schabbat Chol HaMoed werden die Schabbatgebote befolgt. Hochzeiten finden an Chol Hamoed nicht statt, obwohl Verlobungen erlaubt sind.

## Wochentag (Chol)
An Wochentagen während Chol HaMoed werden die üblichen Einschränkungen, die für die jüdischen Feiertage gelten, gelockert, aber nicht vollständig ignoriert. Zum Beispiel dürfen Geschäfte getätigt werden, die normalerweise an den Feiertagen verboten sind. Ebenso zulässig sind Tätigkeiten, die für die Feierlichkeiten benötigt werden, sowie soziale Arbeiten. Viele Aufgaben wie Wäsche waschen, Haare schneiden und rasieren sind eher zu vermeiden. Der Gebrauch von Elektrizität oder das Autofahren sind etwa gestattet. Die Gebete an Wochentagen während Chol HaMoed basieren auf der Reihenfolge der Gebete an Wochentagen, nicht auf der Reihenfolge an Festtagen. An Wochentagen während Chol HaMoed gibt es vier Alijot (Aufrufungen zur Tora) bei der Tora-Lesung in der Synagoge, im Gegensatz zu den sonst üblichen drei Alijot der Wochentage und der sieben Alijot am Schabbat, was auf die festliche Natur von Chol HaMoed hinweist.

## Festtag (Moed)
Pessach und Sukkot nennt man auf hebräisch חגים Chagim. Man kann aber auch מועדים Moadim sagen, was ebenfalls Feste bedeutet. Die Einzahl lautet מועד Moed. Die wichtigsten Bräuche der jeweiligen Festtage werden gewahrt:
- Essen von Matze und Vermeidung von Gesäuertem (Chametz) an Pessach.
- Täglicher Aufenthalt in der Laubhütte (Sukka) und Ausführung der Zeremonie der ארבעת המינים Arba'a minim, der „vier Arten“ (außer am Schabbat) mit den vier Pflanzenarten des Feststraußes (Levitikus 23:40).
- Ja'aleh v'Javo wird an diesen Tagen zur Amidah (Achtzehnbittengebet) und Birkat Hamason hinzugefügt. Hallel- und Musaf-Gebete werden an diesen Tagen wie an Jom Tow gesprochen, obwohl an Chol Hamoed von Pessach eine gekürzte Form des Hallel rezitiert wird. Hoschanot werden an Sukkot rezitiert. Das Tachanun-Gebet wird jedoch weggelassen.